# (7623) Stamitz
(7623) Stamitz est un astéroïde de la ceinture principale.

## Description
(7623) Stamitz est un astéroïde de la ceinture principale. Il fut découvert le 17 octobre 1960 à l'observatoire Palomar par Cornelis Johannes van Houten, Ingrid van Houten-Groeneveld et Tom Gehrels. Il présente une orbite caractérisée par un demi-grand axe de 3,19 UA, une excentricité de 0,12 et une inclinaison de 2,4° par rapport à l'écliptique.
Cet astéroïde est nommé en l'honneur du compositeur germano-bohémien Johann Stamitz (1717-1757).

## Compléments